# 田端文士村記念館
田端文士村記念館（たばたぶんしむらきねんかん）は、東京都北区田端にある文学館および公民館。田端アスカタワー（地図 - Google マップ）内にあり、公益財団法人北区文化振興財団によって管理・運営されている。1993年11月開館。

## 施設概要
1887年（明治20年）上野に東京美術学校（現在の東京芸術大学美術学部）が開校したのち、田端に芥川龍之介、菊池寛、小杉放庵、板谷波山など小説家や作家（＝文士）が集まり住むようになり、互いに影響しあいながら文化活動を行っていた歴史を記念し、彼らの功績や素顔を紹介するとともに、北区区民などの文化活動の拠点を提供する。2018年現在、入館は無料である。

### 紹介されている著名人
展示内容は、企画展ごとに異なる。
- 芥川龍之介（小説家）
- 板谷波山（陶芸家）
- 香取秀真（鋳金工芸作家・歌人）
- 菊池寛（小説家・劇作家・ジャーナリスト）
- 久保田万太郎（俳人・小説家・劇作家）
- 小穴隆一（洋画家・随筆家・作家）
- 小杉放庵（洋画家）
- 佐多稲子（小説家）
- 田河水泡（漫画家）
- 萩原朔太郎（詩人）
- 正岡子規（俳人・国語学研究家）
- 室生犀星（詩人・小説家）
- 他

## 交通アクセス
- 田端駅より徒歩約2分（経路案内